# شهرستان ووسکرسنسکی (استان ساراتوف)
شهرستان ووسکرسنسکی (به لاتین: Voskresensky District) یک شهرستان در روسیه است که در استان ساراتوف واقع شده‌است.